# Algieria na Letnich Igrzyskach Olimpijskich 2016
Algierię na Letnich Igrzyskach Olimpijskich 2016, które odbyły się w Rio de Janeiro, reprezentowało 65 zawodników, w tym 55 mężczyzn i 10 kobiet. Była to najliczniejsza ekipa tego kraju w historii występów na igrzyskach (poprzednio najwięcej startowało w Atenach w 2004 roku – 61).
Był to trzynasty start reprezentacji Algierii na letnich igrzyskach olimpijskich, w którym zdobyli dwa srebrne medale.
Najmłodszym reprezentantem tego kraju była sztangistka Bouchra Fatima Zohra Hirech (w dniu otwarcia igrzysk miała 15 lat i 349 dni), natomiast najstarszym specjalizująca się w biegach maratońskich Souad Ait Salem (37 lat i 212 dni).

## Zdobyte medale
| Medal  | Zawodnik          | Dyscyplina    | Konkurencja    | Rezultat | Data        |
| ------ | ----------------- | ------------- | -------------- | -------- | ----------- |
| Srebro | Taoufik Makhloufi | Lekkoatletyka | bieg na 800 m  | 1:42,61  | 15 sierpnia |
| Srebro | Taoufik Makhloufi | Lekkoatletyka | bieg na 1500 m | 3:50,11  | 20 sierpnia |

## Reprezentanci

### Boks
| Zawodnik             | Konkurencja | 1/16               | 1/8                | Ćwierćfinał      | Półfinał         | Finał            | Finał   |
| Zawodnik             | Konkurencja | Przeciwnik Wynik   | Przeciwnik Wynik   | Przeciwnik Wynik | Przeciwnik Wynik | Przeciwnik Wynik | Miejsce |
| -------------------- | ----------- | ------------------ | ------------------ | ---------------- | ---------------- | ---------------- | ------- |
| Mohamed Flissi       | 52 kg       | BYE                | Asenow W 3-0       | Finol P 0-3      | NQ               | NQ               | 5.      |
| Fahem Hammachi       | 56 kg       | de Jesus P 1-2     | NQ                 | NQ               | NQ               | NQ               | 17.     |
| Reda Benbaziz        | 60 kg       | Abdelaal W 3-0     | Abduraszydow W 3-0 | Otgondalaj P 0-3 | NQ               | NQ               | 5.      |
| Abdelkader Chadi     | 64 kg       | Ngamissengue W 3-0 | Alimchanuły P 0-3  | NQ               | NQ               | NQ               | 9.      |
| Zohir Kedache        | 69 kg       | Donnelly P 0-3     | NQ                 | NQ               | NQ               | NQ               | 17.     |
| Ilyas Abbadi         | 75 kg       | Teixeira P 1-2     | NQ                 | NQ               | NQ               | NQ               | 17.     |
| Abdelhafid Benchabla | 81 kg       | BYE                | Ramírez W 2-0      | Buatsi P 0-3     | NQ               | NQ               | 5.      |
| Chouaib Bouloudinat  | 91 kg       | BYE                | St-Pierre P 1-2    | NQ               | NQ               | NQ               | 9.      |

### Gimnastyka

#### Gimnastyka sportowa
Mężczyźni
| Zawodnik                      | Konkurencja           | Kwalifikacje | Kwalifikacje | Kwalifikacje | Kwalifikacje | Kwalifikacje | Kwalifikacje | Kwalifikacje | Kwalifikacje | Finał    | Finał    | Finał    | Finał    | Finał    | Finał    | Finał | Finał   |
| Zawodnik                      | Konkurencja           | Przyrząd     | Przyrząd     | Przyrząd     | Przyrząd     | Przyrząd     | Przyrząd     | Razem        | Miejsce      | Przyrząd | Przyrząd | Przyrząd | Przyrząd | Przyrząd | Przyrząd | Razem | Miejsce |
| Zawodnik                      | Konkurencja           | F            | PH           | R            | V            | PB           | HB           | Razem        | Miejsce      | F        | PH       | R        | V        | PB       | HB       | Razem | Miejsce |
| ----------------------------- | --------------------- | ------------ | ------------ | ------------ | ------------ | ------------ | ------------ | ------------ | ------------ | -------- | -------- | -------- | -------- | -------- | -------- | ----- | ------- |
| Mohamed Abdeldjalil Bourguieg | wielobój indywidualny | 12,533       | 12,900       | 13,033       | 13,700       | 13,500       | 12,833       | 78,499       | 48.          | NQ       | NQ       | NQ       | NQ       | NQ       | NQ       | NQ    | 48.     |

Kobiety
| Zawodniczka     | Konkurencja           | Kwalifikacje | Kwalifikacje | Kwalifikacje | Kwalifikacje | Kwalifikacje | Kwalifikacje | Finał    | Finał    | Finał    | Finał    | Finał | Finał   |
| Zawodniczka     | Konkurencja           | Przyrząd     | Przyrząd     | Przyrząd     | Przyrząd     | Razem        | Miejsce      | Przyrząd | Przyrząd | Przyrząd | Przyrząd | Razem | Miejsce |
| Zawodniczka     | Konkurencja           | V            | UB           | BB           | F            | Razem        | Miejsce      | V        | UB       | BB       | F        | Razem | Miejsce |
| --------------- | --------------------- | ------------ | ------------ | ------------ | ------------ | ------------ | ------------ | -------- | -------- | -------- | -------- | ----- | ------- |
| Farah Boufadene | wielobój indywidualny | 12,533       | 12,200       | 10,600       | 11,100       | 46,433       | 53.          | NQ       | NQ       | NQ       | NQ       | NQ    | 53.     |

### Judo
Mężczyźni
| Zawodnik             | Konkurencja | 1/32                | 1/16                | Ćwierćfinał           | Półfinał         | Repasaż          | Finał/BM         | Finał/BM |
| Zawodnik             | Konkurencja | Przeciwnik Wynik    | Przeciwnik Wynik    | Przeciwnik Wynik      | Przeciwnik Wynik | Przeciwnik Wynik | Przeciwnik Wynik | Pozycja  |
| -------------------- | ----------- | ------------------- | ------------------- | --------------------- | ---------------- | ---------------- | ---------------- | -------- |
| Houd Zourdani        | -66 kg      | BYE                 | Kopinsky W 100-000  | Tömörkhüleg P 000-101 | NQ               | NQ               | NQ               | 9.       |
| Abderahmane Benamadi | -90 kg      | Juraev P 000-000 SH | NQ                  | NQ                    | NQ               | NQ               | NQ               | 33.      |
| Lyes Bouyacoub       | -100 kg     | BYE                 | Remarenco W 010-000 | Qasimov P 010-010 SH  | NQ               | NQ               | NQ               | 9.       |
| Mohamed-Amine Tayeb  | +100 kg     | —                   | Temüülen W 010-000  | Riner P 000-100       | NQ               | NQ               | NQ               | 9.       |

Kobiety
| Zawodniczka   | Konkurencja | 1/16                | 1/8                 | Ćwierćfinał         | Półfinał            | Repasaż             | Finał/BM            | Finał/BM |
| Zawodniczka   | Konkurencja | Przeciwniczka Wynik | Przeciwniczka Wynik | Przeciwniczka Wynik | Przeciwniczka Wynik | Przeciwniczka Wynik | Przeciwniczka Wynik | Pozycja  |
| ------------- | ----------- | ------------------- | ------------------- | ------------------- | ------------------- | ------------------- | ------------------- | -------- |
| Sonia Asselah | +78 kg      | BYE                 | Yu P 000-100        | NQ                  | NQ                  | NQ                  | NQ                  | 9.       |

### Kolarstwo

#### Kolarstwo szosowe
| Zawodnik              | Konkurencja                | Czas | Pozycja |
| --------------------- | -------------------------- | ---- | ------- |
| Abderrahmane Mansouri | wyścig ze startu wspólnego | DNF  | DNF     |
| Youcef Reguigui       | wyścig ze startu wspólnego | DNF  | DNF     |

### Lekkoatletyka
Kobiety
Konkurencje biegowe
| Zawodniczka     | Konkurencja                   | Runda 1  | Runda 1 | Półfinał | Półfinał | Finał   | Finał   | Pozycja |
| Zawodniczka     | Konkurencja                   | Wynik    | Miejsce | Wynik    | Miejsce  | Wynik   | Miejsce | Pozycja |
| --------------- | ----------------------------- | -------- | ------- | -------- | -------- | ------- | ------- | ------- |
| Amina Bettiche  | bieg na 3000 m z przeszkodami | 10:26,91 | 52.     | BYE      | BYE      | NQ      | NQ      | 52.     |
| Kenza Dahmani   | maraton                       | —        | —       | —        | —        | 2:38:37 | 50.     | 50.     |
| Souad Aït Salem | maraton                       | —        | —       | —        | —        | DNF     | DNF     | DNF     |

Mężczyźni
Konkurencje biegowe
| Zawodnik            | Konkurencja                   | Runda 1    | Runda 1 | Półfinał     | Półfinał | Finał        | Finał   | Pozycja |
| Zawodnik            | Konkurencja                   | Wynik      | Miejsce | Wynik        | Miejsce  | Wynik        | Miejsce | Pozycja |
| ------------------- | ----------------------------- | ---------- | ------- | ------------ | -------- | ------------ | ------- | ------- |
| Amine Belferar      | bieg na 800 m                 | 1:48,40    | 33. Q   | 1:46,55      | 21.      | NQ           | NQ      | 21.     |
| Yassine Hethat      | bieg na 800 m                 | 1:46,81    | 19. Q   | 1:44,81 (PB) | 10.      | NQ           | NQ      | 10.     |
| Taoufik Makhloufi   | bieg na 800 m                 | 1:49,17    | 39. Q   | 1:43,85 (SB) | 2. Q     | 1:42,61 (NR) | 2.      | srebro  |
| Taoufik Makhloufi   | bieg na 1500 m                | 3:46,82    | 25. Q   | 3:39,88      | 5. Q     | 3:50,11      | 2.      | srebro  |
| Salim Keddar        | bieg na 1500 m                | 3:40,63    | 20.     | NQ           | NQ       | NQ           | NQ      | 20.     |
| Abdelmalik Lahoulou | bieg na 400 m przez płotki    | 48,62 (NR) | 6. Q    | 49,08        | 13.      | NQ           | NQ      | 13.     |
| Miloud Rahmani      | bieg na 400 m przez płotki    | 49,73      | 27.     | NQ           | NQ       | NQ           | NQ      | 27.     |
| Ali Messaoudi       | bieg na 3000 m z przeszkodami | DSQ        | DSQ     | —            | —        | NQ           | NQ      | DSQ     |
| Bilal Tabti         | bieg na 3000 m z przeszkodami | 8:38,87    | 30.     | —            | —        | NQ           | NQ      | 30.     |
| Hicham Bouchicha    | bieg na 3000 m z przeszkodami | 8:33,61    | 24.     | —            | —        | NQ           | NQ      | 24.     |
| El Hadi Laameche    | maraton                       | —          | —       | —            | —        | DSQ          | DSQ     | DSQ     |
| Hakim Sadi          | maraton                       | —          | —       | —            | —        | 2:26:47      | 104.    | 104.    |

Dziesięciobój
| Zawodnik       | Konkurencja         | Wynik        | Punkty    | Pozycja |
| -------------- | ------------------- | ------------ | --------- | ------- |
| Larbi Bourrada | Bieg na 100 m       | 10,75 (SB)   | 917       | 5.      |
| Larbi Bourrada | Skok w dal          | 7,52 (SB)    | 940       | 8.      |
| Larbi Bourrada | Pchnięcie kulą      | 13,78 (SB)   | 715       | 21.     |
| Larbi Bourrada | Skok wzwyż          | 2,10 (=PB)   | 896       | 5.      |
| Larbi Bourrada | Bieg na 400 m       | 47,98 (SB)   | 910       | 4.      |
| Larbi Bourrada | Bieg na 110 m p.pł. | 14,15        | 955       | 5.      |
| Larbi Bourrada | Rzut dyskiem        | 42,39 (PB)   | 713       | 19.     |
| Larbi Bourrada | Skok o tyczce       | 4,60         | 790       | 18.     |
| Larbi Bourrada | Rzut oszczepem      | 66,49 (PB)   | 836       | 5.      |
| Larbi Bourrada | Bieg na 1500 m      | 4:14,60 (SB) | 849       | 1.      |
| Razem          | Razem               | Razem        | 8521 (AR) | 5.      |

### Piłka nożna

#### Turniej mężczyzn
- Reprezentacja mężczyzn

Trener:  Pierre-André Schürmann (ur. 5 lipca 1960)
| Nr. | Pozycja | Piłkarz              | Data urodzenia    | Mecze | Gole | Klub           |
| --- | ------- | -------------------- | ----------------- | ----- | ---- | -------------- |
| 1   |         | Abdelkader Salhi     | 19 marca 1993     | 12    | 0    | ASO Chlef      |
| 2   |         | Miloud Rebiaï        | 12 grudnia 1993   | 0     | 0    | ES Sétif       |
| 3   |         | Ayoub Abdellaoui     | 16 lutego 1993    | 13    | 0    | USM Algier     |
| 4   |         | Abdelghani Demmou    | 29 stycznia 1989  | 1     | 0    | MC Algier      |
| 5   |         | Ryad Kenniche        | 30 kwietnia 1993  | 7     | 1    | ES Sétif       |
| 6   |         | Mohamed Benkhemassa  | 28 czerwca 1993   | 17    | 2    | USM Algier     |
| 7   |         | Baghdad Bounedjah    | 24 listopada 1991 | 6     | 4    | Al-Sadd        |
| 8   |         | Haris Belkebla       | 28 stycznia 1994  | 0     | 0    | Tours FC       |
| 9   |         | Mohamed Benkablia    | 2 lutego 1993     | 0     | 0    | ASM Oran       |
| 10  |         | Abderrahmane Meziane | 7 marca 1994      | 13    | 4    | USM Algier     |
| 11  |         | Zakaria Haddouche    | 19 sierpnia 1993  | 9     | 1    | ES Sétif       |
| 12  |         | Raouf Benguit        | 5 kwietnia 1996   | 14    | 0    | Paradou AC     |
| 13  |         | Oussama Darfalou     | 29 września 1993  | 11    | 4    | USM Algier     |
| 14  |         | Sofiane Bendebka     | 9 sierpnia 1992   | 1     | 1    | NA Hussein Dey |
| 15  |         | Houari Ferhani       | 11 lutego 1993    | 13    | 0    | JS Kabylie     |
| 16  |         | Farid Chaâl          | 3 lipca 1994      | 0     | 0    | USM El Harrach |
| 17  |         | Zakaria Draoui       | 20 lutego 1994    | 6     | 0    | CR Belouizdad  |
| 18  |         | Rachid Aït-Atmane    | 4 lutego 1993     | 1     | 0    | Sporting Gijón |
| 22  |         | Oussama Methazem     | 15 grudnia 1993   | 0     | 0    | RC Arbaâ       |

Grupa D
| Zespół     | Pkt | M | W | R | P | Br+ | Br− | +/− |
| ---------- | --- | - | - | - | - | --- | --- | --- |
| Portugalia | 7   | 3 | 2 | 1 | 0 | 5   | 2   | +3  |
| Honduras   | 4   | 3 | 1 | 1 | 1 | 5   | 5   | 0   |
| Argentyna  | 4   | 3 | 1 | 1 | 1 | 3   | 4   | -1  |
| Algieria   | 1   | 3 | 0 | 1 | 2 | 4   | 6   | -2  |

Faza grupowa
| 4 sierpnia 2016 20:00 CET | Honduras · Romell Quioto 13' · Marcelo Pereira 33' · Antony Lozano 79' | 3:2(2:0)Raport | Algieria · 68' Sofiane Bendebka · 85' Baghdad Bounedjah | Stadion Olimpijski, Rio de Janeiro Widzów: 20 000 Sędzia: Sandro Ricci |
|                           |                                                                        |                |                                                         |                                                                        |

| 7 sierpnia 2016 23:00 CET | Argentyna · Ángel Correa 47' · Jonathan Calleri 70' | 2:1(0:0) | Algieria · 64' Sofiane Bendebka | Stadion Olimpijski, Rio de Janeiro Sędzia: Cüneyt Çakır |
|                           |                                                     |          |                                 |                                                         |

| 10 sierpnia 2016 18:00 CET | Algieria · Mohamed Benkablia 30' | 1:1(1:1) | Portugalia · 25' (k) Gonçalo Paciência | Mineirão, Belo Horizonte Sędzia: Matthew Conger |
|                            |                                  |          |                                        |                                                 |

### Pływanie
| Zawodnik         | Konkurencja        | Eliminacje | Eliminacje | Półfinał | Półfinał | Finał | Finał   | Pozycja |
| Zawodnik         | Konkurencja        | Czas       | Miejsce    | Czas     | Miejsce  | Czas  | Miejsce | Pozycja |
| ---------------- | ------------------ | ---------- | ---------- | -------- | -------- | ----- | ------- | ------- |
| Oussama Sahnoune | 50 m st. dowolnym  | 22,27      | 25.        | NQ       | NQ       | NQ    | NQ      | 25.     |
| Oussama Sahnoune | 100 m st. dowolnym | 49,20      | 31.        | NQ       | NQ       | NQ    | NQ      | 31.     |

### Podnoszenie ciężarów
Mężczyźni
| Zawodnik     | Konkurencja | Rwanie | Rwanie  | Podrzut | Podrzut | Razem  | Pozycja |
| Zawodnik     | Konkurencja | Wynik  | Pozycja | Wynik   | Pozycja | Razem  | Pozycja |
| ------------ | ----------- | ------ | ------- | ------- | ------- | ------ | ------- |
| Walid Bidani | +105 kg     | 190 kg | 9.      | 220 kg  | 14.     | 410 kg | 13.     |

Kobiety
| Zawodniczka                 | Konkurencja | Rwanie | Rwanie  | Podrzut | Podrzut | Razem  | Pozycja |
| Zawodniczka                 | Konkurencja | Wynik  | Pozycja | Wynik   | Pozycja | Razem  | Pozycja |
| --------------------------- | ----------- | ------ | ------- | ------- | ------- | ------ | ------- |
| Bouchra Fatima Zohra Hirech | +75 kg      | 87 kg  | 16.     | 105 kg  | 15.     | 192 kg | 15.     |

### Strzelectwo
| Zawodnik       | Konkurencja                    | Kwalifikacje | Kwalifikacje | Finał | Finał   | Pozycja |
| Zawodnik       | Konkurencja                    | Wynik        | Pozycja      | Wynik | Pozycja | Pozycja |
| -------------- | ------------------------------ | ------------ | ------------ | ----- | ------- | ------- |
| Chafik Bouaoud | karabin pneumatyczny, 10 m (m) | 612,1        | 47.          | NQ    | NQ      | 47.     |

### Szermierka
Mężczyźni
| Zawodnik      | Konkurencja          | 1/32             | 1/16             | 1/8              | Ćwierćfinały     | Półfinały        | Finał            | Finał   |
| Zawodnik      | Konkurencja          | Przeciwnik Wynik | Przeciwnik Wynik | Przeciwnik Wynik | Przeciwnik Wynik | Przeciwnik Wynik | Przeciwnik Wynik | Pozycja |
| ------------- | -------------------- | ---------------- | ---------------- | ---------------- | ---------------- | ---------------- | ---------------- | ------- |
| Victor Sintès | floret indywidualnie | BYE              | Kruse P 4-15     | NQ               | NQ               | NQ               | NQ               | 28.     |

Kobiety
| Zawodniczka      | Konkurencja          | 1/32             | 1/16             | 1/8              | Ćwierćfinały     | Półfinały        | Finał            | Finał   |
| Zawodniczka      | Konkurencja          | Przeciwnik Wynik | Przeciwnik Wynik | Przeciwnik Wynik | Przeciwnik Wynik | Przeciwnik Wynik | Przeciwnik Wynik | Pozycja |
| ---------------- | -------------------- | ---------------- | ---------------- | ---------------- | ---------------- | ---------------- | ---------------- | ------- |
| Anissa Khelfaoui | floret indywidualnie | BYE              | Harvey P 6-15    | NQ               | NQ               | NQ               | NQ               | 20.     |

### Wioślarstwo
Mężczyźni
| Zawodnik        | Konkurencja | Eliminacje | Eliminacje | Repasaż | Repasaż  | Ćwierćfinały | Ćwierćfinały | Półfinały C/D | Półfinały C/D | Półfinały A/B | Półfinały A/B | Finał C/D | Finał C/D | Finał A/B | Finał A/B | Pozycja |
| Zawodnik        | Konkurencja | Czas       | M.         | Czas    | M.       | Czas         | M.           | Czas          | M.            | Czas          | M.            | Czas      | M.        | Czas      | M.        | Pozycja |
| --------------- | ----------- | ---------- | ---------- | ------- | -------- | ------------ | ------------ | ------------- | ------------- | ------------- | ------------- | --------- | --------- | --------- | --------- | ------- |
| Sid Ali Boudina | M1x         | 7:45,90    | 24. (R)    | 7:20,84 | 3. Q (Ć) | 7:13,59      | 19. (PC/D)   | 7:37,19       | 21. (FD)      | BYE           | BYE           | 7:06,64   | 5.        | BYE       | BYE       | 23.     |

Kobiety
| Zawodniczka | Konkurencja | Eliminacje | Eliminacje | Repasaż | Repasaż  | Ćwierćfinały | Ćwierćfinały | Półfinały C/D | Półfinały C/D | Półfinały A/B | Półfinały A/B | Finał C/D | Finał C/D | Finał A/B | Finał A/B | Pozycja |
| Zawodniczka | Konkurencja | Czas       | M.         | Czas    | M.       | Czas         | M.           | Czas          | M.            | Czas          | M.            | Czas      | M.        | Czas      | M.        | Pozycja |
| ----------- | ----------- | ---------- | ---------- | ------- | -------- | ------------ | ------------ | ------------- | ------------- | ------------- | ------------- | --------- | --------- | --------- | --------- | ------- |
| Amina Rouba | W1x         | 8:55,09    | 23. (R)    | 8:04,21 | 7. Q (Ć) | 8:21,06      | 23. (PC/D)   | 8:22,34       | 21. (FD)      | BYE           | BYE           | 7:46,55   | 3.        | BYE       | BYE       | 21.     |

### Zapasy
Styl klasyczny
| Zawodnik           | Konkurencja | Kwalifikacje     | 1/8              | Ćwierćfinał      | Półfinał         | Repesaż 1        | Repesaż 2        | Finał/BM         | Finał/BM |
| Zawodnik           | Konkurencja | Przeciwnik Wynik | Przeciwnik Wynik | Przeciwnik Wynik | Przeciwnik Wynik | Przeciwnik Wynik | Przeciwnik Wynik | Przeciwnik Wynik | Pozycja  |
| ------------------ | ----------- | ---------------- | ---------------- | ---------------- | ---------------- | ---------------- | ---------------- | ---------------- | -------- |
| Tarik Aziz Bin Isa | -66 kg      | BYE              | Cariow W 3-0     | Çunayev P 1-4    | NQ               | NQ               | NQ               | NQ               | 8.       |
| Adem Boudjemline   | -85 kg      | BYE              | Bajrjakow P 0-4  | NQ               | NQ               | NQ               | NQ               | NQ               | 17.      |
| Hamza Haloui       | -98 kg      | Guri P 0-4       | DSQ              | DSQ              | DSQ              | DSQ              | DSQ              | DSQ              | 17.      |

### Żeglarstwo
Mężczyźni
| Zawodnik     | Konkurencja | Wyścig | Wyścig | Wyścig | Wyścig | Wyścig | Wyścig | Wyścig | Wyścig | Wyścig | Wyścig | Wyścig | Wyścig | Wyścig | Punkty | Finałowa pozycja |
| Zawodnik     | Konkurencja | 1      | 2      | 3      | 4      | 5      | 6      | 7      | 8      | 9      | 10     | 11     | 12     | M      | Punkty | Finałowa pozycja |
| ------------ | ----------- | ------ | ------ | ------ | ------ | ------ | ------ | ------ | ------ | ------ | ------ | ------ | ------ | ------ | ------ | ---------------- |
| Hamza Bouras | RS:X        | 35     | 36     | 34     | 35     | 37     | 26     | 31     | 37     | 36     | 37     | 36     | 24     | NQ     | 367    | 36.              |

Kobiety
| Zawodniczka           | Konkurencja  | Wyścig | Wyścig | Wyścig | Wyścig | Wyścig | Wyścig | Wyścig | Wyścig | Wyścig | Wyścig | Wyścig | Wyścig | Wyścig | Punkty | Finałowa pozycja |
| Zawodniczka           | Konkurencja  | 1      | 2      | 3      | 4      | 5      | 6      | 7      | 8      | 9      | 10     | 11     | 12     | M      | Punkty | Finałowa pozycja |
| --------------------- | ------------ | ------ | ------ | ------ | ------ | ------ | ------ | ------ | ------ | ------ | ------ | ------ | ------ | ------ | ------ | ---------------- |
| Katia Belabas         | RS:X         | 27     | 27     | 27     | 27     | 27     | 25     | 27     | 27     | 27     | 27     | 22     | 27     | NQ     | 290    | 26.              |
| Imène Cherif-Sahraoui | Laser Radial | 33     | 35     | 35     | 34     | 38     | 38     | 35     | 38     | 38     | 38     | —      | —      | NQ     | 324    | 37.              |